# Anaconda (Montana)
Anaconda és una ciutat situada al comtat de Deer Lodge a l'estat nord-americà de Montana. En el cens de 2010 tenia 9.298 habitants i una densitat poblacional de 4,84 persones per km².

## Geografia
Anaconda està situada en les coordenades 46° 5′ 57″ N, 113° 8′ 21″ O / 46.09917°N,113.13917°O. Segons l'Oficina del Cens dels Estats Units, Anaconda té una superfície total de 1919.7 km², de la qual 1907.59 km² corresponen a terra ferma i (0.63%) 12.1 km² és aigua.

## Demografia
Segons el cens de 2010 hi havia 9.298 persones residint en Anaconda. La densitat de població era de 4,84 hab./km². Dels 9298 habitants, Anaconda estava compost pel 93.14% blancs, el 0.41% eren afroamericans, el 3.07% eren amerindis, el 0.31% eren asiàtics, el 0.04% eren illencs del Pacífic, el 0.52% eren d'altres races i el 2.52% pertanyien a dos o més races. Del total de la població el 2.91% eren hispans o llatins de qualsevol raça.